# فرانك ويلكوكس
فرانك ويلكوكس (بالإنجليزية: Frank Wilcox)‏ هو ممثل أمريكي، ولد في 17 مارس 1907 في الولايات المتحدة، وتوفي بنفس المكان في 3 مارس 1974 بسبب نوبة قلبية.

## أعمال

### أفلام
- (1941) الرقيب يورك
- (1947) اتفاقية الشرف
- (1952) أعظم العروض على وجه الأرض
- (1959) شمالا إلى الشمال الغربي

## وصلات خارجية
- فرانك ويلكوكس على موقع IMDb (الإنجليزية)
- فرانك ويلكوكس على موقع ألو سيني (الفرنسية)
- فرانك ويلكوكس على موقع أول موفي (الإنجليزية)
- فرانك ويلكوكس على موقع قاعدة بيانات برودواي على الإنترنت (الإنجليزية)
- فرانك ويلكوكس على موقع قاعدة بيانات الأفلام السويدية (السويدية)
- فرانك ويلكوكس على موقع قاعدة بيانات الفيلم (الإنجليزية)
- فرانك ويلكوكس على موقع كينوبويسك (الروسية)